# Olympische Jugend-Winterspiele 2024/Teilnehmer (Kenia)
| Gelbes Symbol für Goldmedaillen mit stilisierten Olympischen Ringen | Graues Symbol für Silbermedaillen mit stilisierten Olympischen Ringen | Braundes Symbol für Bronzemedaillen mit stilisierten Olympischen Ringen |
| ------------------------------------------------------------------- | --------------------------------------------------------------------- | ----------------------------------------------------------------------- |
| —                                                                   | —                                                                     | —                                                                       |

Kenia nahm an den Olympischen Jugend-Winterspielen 2024 in der südkoreanischen Provinz Gangwon mit 2 Athleten (einer pro Geschlecht) teil.

## Teilnehmer nach Sportart

### Ski Alpin
| Athleten                         | Wettbewerb         | Lauf 1  | Lauf 1 | Lauf 2      | Lauf 2 | Gesamt      | Gesamt |
| Athleten                         | Wettbewerb         | Rang    | Zeit   | Rang        | Zeit   | Rang        | Zeit   |
| -------------------------------- | ------------------ | ------- | ------ | ----------- | ------ | ----------- | ------ |
| Männer                           |                    |         |        |             |        |             |        |
| Issa Gachingiri Laborde Dit Pere | Super-G            | —       | —      | —           | —      | 58,35 s     | 41     |
| Issa Gachingiri Laborde Dit Pere | Alpine Kombination | 59,23 s | 46     | 1:06,56 min | 35     | 2:05,79 min | 35     |
| Issa Gachingiri Laborde Dit Pere | Riesenslalom       | 54,12 s | 48     | 50,09 s     | 37     | 1:44,21 min | 37     |
| Issa Gachingiri Laborde Dit Pere | Slalom             | 56,18 s | 53     | 59,85 s     | 34     | 1:56,03 min | 35     |

### Skilanglauf
| Athleten               | Wettbewerbe      | Zeit        | Rang |
| ---------------------- | ---------------- | ----------- | ---- |
| Frauen                 |                  |             |      |
| Ashley Tshanda Ongonga | 7,5 km klassisch | 30:26,1 min | 63   |

| Athleten               | Wettbewerbe     | Qualifikation | Qualifikation | Viertelfinale | Viertelfinale | Halbfinale    | Halbfinale    | Finale        | Finale        | Rang |
| Athleten               | Wettbewerbe     | Zeit          | Rang          | Zeit          | Rang          | Zeit          | Rang          | Zeit          | Rang          | Rang |
| ---------------------- | --------------- | ------------- | ------------- | ------------- | ------------- | ------------- | ------------- | ------------- | ------------- | ---- |
| Frauen                 |                 |               |               |               |               |               |               |               |               |      |
| Ashley Tshanda Ongonga | Sprint Freistil | 4:22,80 min   | 62            | ausgeschieden | ausgeschieden | ausgeschieden | ausgeschieden | ausgeschieden | ausgeschieden | 62   |